# José Nilson dos Santos Silva
José Nilson dos Santos Silva, meglio noto come Nilson (San Paolo, 6 aprile 1991), è un calciatore brasiliano, attaccante svincolato.